# Ороген

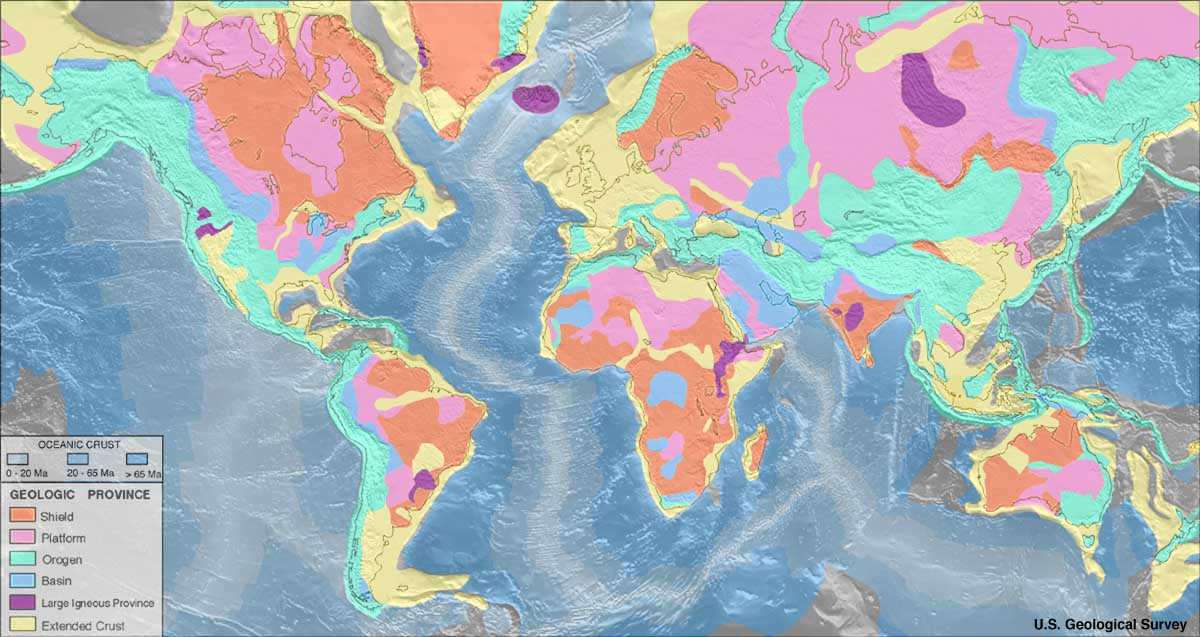
Орогени на мапі планети.

Ороген (укр. ороген, нім. orogen, нім. Orogen n) — гірсько-складчаста споруда, заключна (друга) стадія розвитку тектонічно рухливих зон земної кори — геосинкліналей (епігеосинклінальний ороген). Ця стадія характеризується переважанням висхідних рухів і виникненням гір. Може виникати також на місці платформи в стадію її активізації (епіплатформний ороген).
Спершу термін «Ороген» був запропонований 1921 року австрійським геологом Л.Кобером для другої стадії розвитку геосинкліналей.